# Vlag van Yvoir
De vlag van Yvoir is op onbekende datum bij raadsbesluit vastgesteld als de vlag van de Naamse gemeente Yvoir. De vlag kan als volgt worden beschreven:
Wit met drie rode rozen geplaatst op 2 en 1.
De vlag is volledig gebaseerd op het gemeentewapen en ziet er dus helemaal hetzelfde uit.